# 元晔 (桑乾王)
元晔，字世茂，北魏宗室。他是魏献文帝的孙子，咸阳王元禧和李妃所生。
元禧被魏宣武帝赐死，元晔的哥哥元翼被赦免后，诣阙上书，求葬其父。历年泣请，宣武帝不许。元翼与弟元昌、元晔投奔南梁萧衍。萧衍封元翼为咸阳王。元翼让爵给嫡弟元晔，萧衍不许。北魏以元晔之弟元坦袭爵，改封敷城王。南梁封元晔为桑乾王，拜散骑常侍，在建康去世。